# Kuta Baroh
Kuta Baroh is een bestuurslaag in het regentschap Pidie Jaya van de provincie Atjeh, Indonesië. Kuta Baroh telt 318 inwoners (volkstelling 2010).